# Manfred Lienemann
Manfred Lienemann (* 24. Dezember 1946 in Plauen) ist ein ehemaliger deutscher Fußballspieler. In der höchsten Spielklasse des DDR-Fußballs, der Oberliga, spielte er für den SC Motor Karl-Marx-Stadt und dessen Nachfolgeclubs.

## Sportliche Laufbahn

### Gemeinschafts- und Clubstationen
Manfred Lienemann begann seine Fußballlaufbahn als Achtjähriger 1955 bei der BSG Chemie Karl-Marx-Stadt, aus dem sich später der SC Motor Karl-Marx-Stadt entwickelte. Im Oberligateam des Sportclubs kam der nur 1,66 Meter große Lienemann als halbrechter Stürmer am 21. August 1965, dem 3. Spieltag der Oberligasaison 1965/66, zum ersten Mal zum Einsatz. Eine Saison später wurde Karl-Marx-Stadt, seit Januar 1966 als Fußballclub antretend, zum ersten und einzigen Mal DDR-Meister. Lienemann war in 21 von 26 Punktspielen eingesetzt worden und hatte als zweitbester Torschütze seiner Mannschaft mit sieben Treffern wesentlich zum Erfolg beigetragen. Nebenher legte er auch noch das Abitur ab. 1969 erreichte er mit dem FCK das Endspiel um den DDR-Fußballpokal, das aber gegen den 1. FC Magdeburg mit 0:4 verloren ging. 1970 stiegen die Karl-Marx-Städter aus der ostdeutschen Elitespielklasse ab.
Im November 1970 – er hatte bis dahin bei den Wiederaufstiegsambitionen des FCK in neun Spielen neun Treffer in der zweitklassigen Liga erzielt – wurde er zur NVA eingezogen. Während seines Armeedienstes spielte er bei der ASV Vorwärts Leipzig. 1970/71 gewann Lienemann mit der Armeeelf den Leipziger Bezirksligatitel und war ab dem Folgejahr in der zweithöchsten DDR-Spielklasse vertreten. Im Frühjahr 1973 klopfte Lienemann mit den Messestädtern am Tor zur Oberliga an. Der Sprung gelang den Leipzigern als Tabellenletzter der Aufstiegsrunde nicht.
Im November 1973 kehrte Lienemann nach drei NVA-Jahren zum FCK zurück. Seinen Wiedereinstand feierte er in einem FDGB-Pokalspiel im Viertelfinalrückspiel gegen die ASG Vorwärts Stralsund, das die Karl-Marx-Städter mit 2:1 gewannen. In der Meisterschaft wurde er 1973/74 noch in 14 Spielen eingesetzt und erzielte er fünf Tore. In seiner letzten Erstligaspielzeit 1974/75 wurde er noch einmal in 20 der 26 möglichen Punktspielen aufgeboten, in denen Lienemann ein Treffer gelang.
Im Sommer 1975 beendete er seine aktive Laufbahn, in der er in insgesamt 143 Oberligaspielen mitgewirkt und dabei 32 Tore erzielt hatte. Auf internationaler Ebene bestritt Lienemann für die Karl-Marx-Städter zwei Europapokalspiele. Im Europapokal der Landesmeister scheiterte er 1967 mit seiner Mannschaft bereits in der ersten Runde am RSC Anderlecht (1:2,1:3).

### Auswahleinsätze
Im Oktober 1964 bestritt er sein erstes Juniorenländerspiel und war 1965 beim UEFA-Juniorenturnier dabei. Beim Halbfinale und beim Endspiel, das die DDR gewann, wurde er allerdings verletzungsbedingt nicht eingesetzt. Im Viertelfinale gegen die Niederlande hatte sich der Angreifer beim Erzielen des 3:0-Endstands per Kopf nach einem Zusammenprall eine Gehirnerschütterung zugezogen. Insgesamt kam Lienemann in acht Spielen der Juniorenauswahl des DFV zum Einsatz. Später absolvierte der sechs Einsätze in der DDR-Nachwuchsnationalelf. In der Olympiaauswahl der DDR kam Lienemann im März 1967 in einem Qualifikationsspiel zu einem Einsatz. Beim 5:0-Sieg über Griechenland steuerte er ein Tor bei.

## Trainerlaufbahn
Nach seiner Spielerlaufbahn war Lienemann von 1975 bis 1981 Nachwuchstrainer beim FC Karl-Marx-Stadt. Von 1981 bis 1985 war er Cheftrainer des Clubs. Sein größter Erfolg als Trainer war im Jahr 1983 das Erreichen des FDGB-Pokalfinales, doch auch hier verlor er als Trainer gegen den 1. FC Magdeburg mit 0:4. Nachdem er mit dem FCK in der Oberliga viermal Platz neun und einmal Platz sechs erreicht hatte, trat Lienemann 1985 zurück. Von 1985 bis 1987 agierte er als stellvertretender Clubchef. Die nächsten zwei Jahre war er Trainer bei der BSG Stahl Riesa, mit der er gleich in der ersten Saison aus der Oberliga abstieg. In den Jahren 1989 und 1990 war er Bezirkstrainer für den Bezirk Karl-Marx-Stadt. Nach der politischen Wende von 1989 arbeitete er noch einmal bei seinem alten Club, der inzwischen als Chemnitzer FC antrat. Zunächst war er Nachwuchstrainer, von 1999 bis 2001 Assistenztrainer in der 2. Bundesliga. Im Jahr 2000 war er übergangsweise Cheftrainer für zwei Spiele. Zusätzlich war er zeitweise Vorsitzender der Kommission Aus- und Weiterbildung des Fußball-Bezirksverbandes Chemnitz. Lienemann ist Ehrenmitglied beim Chemnitzer FC.

## Trivia
Sein 2021 verstorbener Bruder Klaus war beim Karl-Marx-Städter Club ebenfalls Erstligaspieler.